# Escrow
Escrow (z ang. bezpieczeństwo w rękach stron trzecich, depozyt) – system stworzony w Stanach Zjednoczonych w latach trzydziestych XX wieku, stanowiący formę umowy – usługi bankowej polegającej na otwarciu i prowadzeniu rachunku powierniczego, który przeznaczony jest do gromadzenia środków i prowadzenia rozliczeń pomiędzy konkretnymi, określonymi w umowie partnerami handlowymi.

## Sposób działania
Rachunek Escrow wykorzystywany jest w związku z różnego rodzaju transakcjami handlowymi, znajduje zastosowanie głównie podczas transakcji odbywających się na odległość, prowadzenia inwestycji budowlanych, zakupu przedsiębiorstwa, linii technologicznych itp. Często wykorzystywany jest również w przypadku zakupu dóbr trudno zbywalnych, wytwarzanych na indywidualne zamówienie, oraz zakupu udziałów lub akcji przedsiębiorstw. Jednym z zastosowań jest ochrona transakcji na rynku pierwotnym obrotu nieruchomościami – poprzez rachunek escrow bank może uwiarygodnić dewelopera wobec klientów, zagwarantować terminową zapłatę za wybudowane mieszkania, a kupującego chronić przed ewentualną utratą gotówki w przypadku, gdy deweloper zbankrutuje. Również w przypadku turystyki coraz częściej ma zastosowanie płatność za usługę z wykorzystaniem rachunku powierniczego.
Pierwszym etapem założenia rachunku escrow powinno być dokonanie wspólnego wyboru powiernika. Musi to być osoba z nieposzlakowaną opinią i godna zaufania, zaakceptowana przez obie strony. Po zawarciu umowy kupujący przekazuje środki na rachunek powierniczy lub w przypadku transakcji rozłożonej w czasie, np. związanej z zakupem nieruchomości, dokonuje wpłat zgodnie z ustalonym harmonogramem. Opłata za skorzystanie z escrow wynosi około 3 procent wartości transakcji. Powiernik informuje sprzedawcę o zapewnieniu wystarczających środków na rachunku, po czym ten wypełnia swoje zobowiązania. Pieniądze są wypłacane sprzedawcy w transzach, zgodnie z postępem realizacji umowy lub jednorazowo po potwierdzeniu przez kupującego zgodności towaru z zamówieniem. Celem escrow jest zwiększenie pewności obrotu pomiędzy tymi kontrahentami, poprzez zagwarantowanie przez bank, że w przypadku spełnienia przez jednego z nich określonego świadczenia, otrzyma on umówioną zapłatę. W przeciwnym wypadku bank zwraca depozyt.

## Korzyści z usługi
- Ochrona finansowa sprzedawcy i nabywcy,
- Maksymalny poziom bezpieczeństwa przy stosunkowo niewielkiej opłacie,
- Skuteczne płatności międzynarodowe,
- Zgodność z obowiązującymi praktykami handlowymi,
- Szybka realizacja transakcji,

## Escrow w Polsce
Najpopularniejszą formą escrow w Polsce jest rachunek powierniczy przy zakupie nieruchomości. Ustawa o ochronie praw nabywców mieszkań przewiduje istnienie 4 rodzajów rachunków powierniczych:
- zamknięty rachunek powierniczy,
- otwarty z gwarancją ubezpieczeniową,
- otwarty z gwarancją bankową,
- otwarty rachunek powierniczy bez gwarancji.

W przypadku otwartych rachunków powierniczych przesyłane transze nie mogą być mniejsze niż 10% i większe niż 25% wartości mieszkania. O tym, jaki rodzaj rachunku powierniczego zostanie uruchomiony, decyduje w Polsce deweloper. Najczęściej wybierana jest trzecia opcja, czyli rachunek powierniczy otwarty z gwarancją bankową.